# Castillo de Sesga

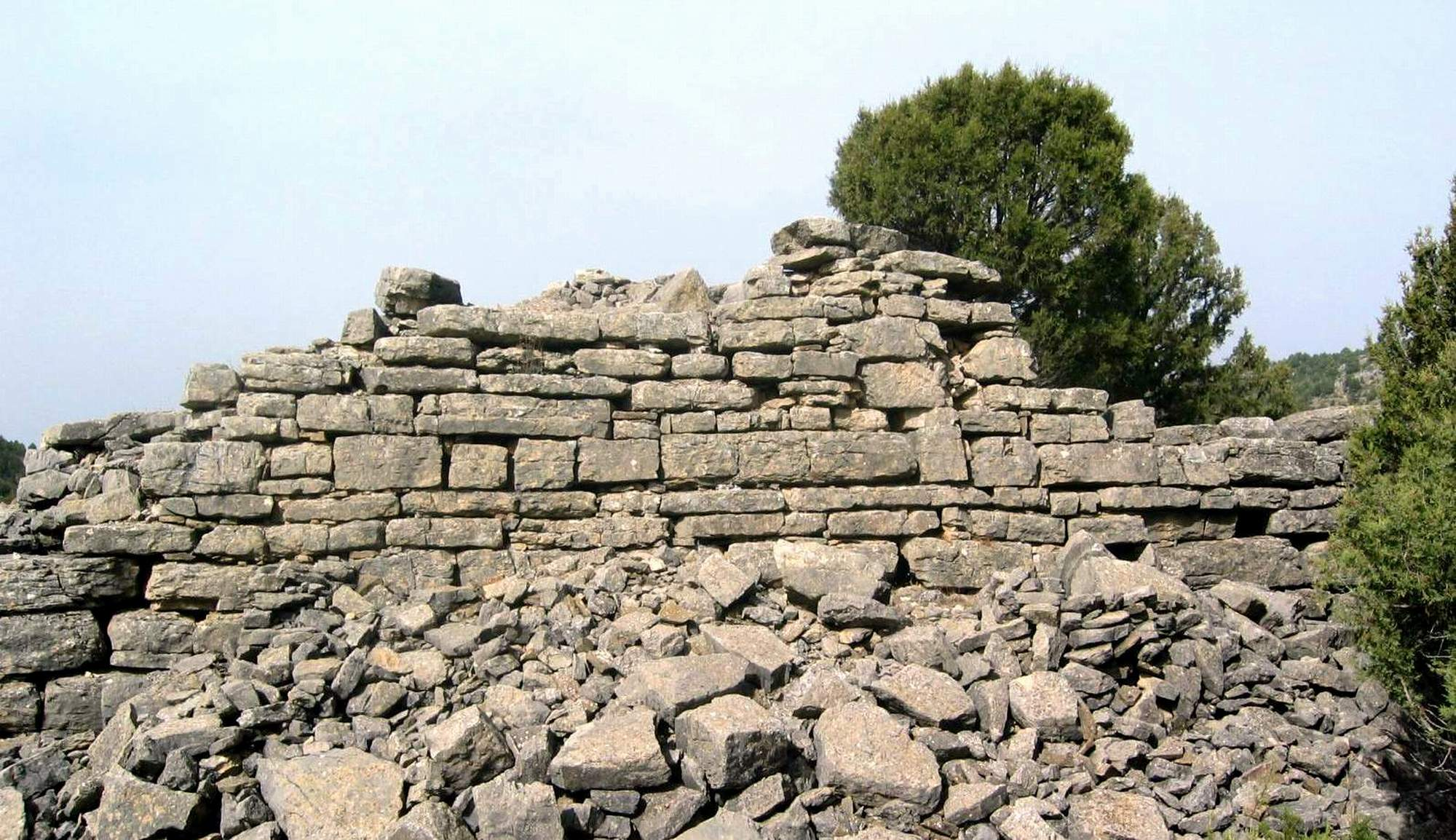
Detalle del muro oriental del Castillo de Sesga (2006).

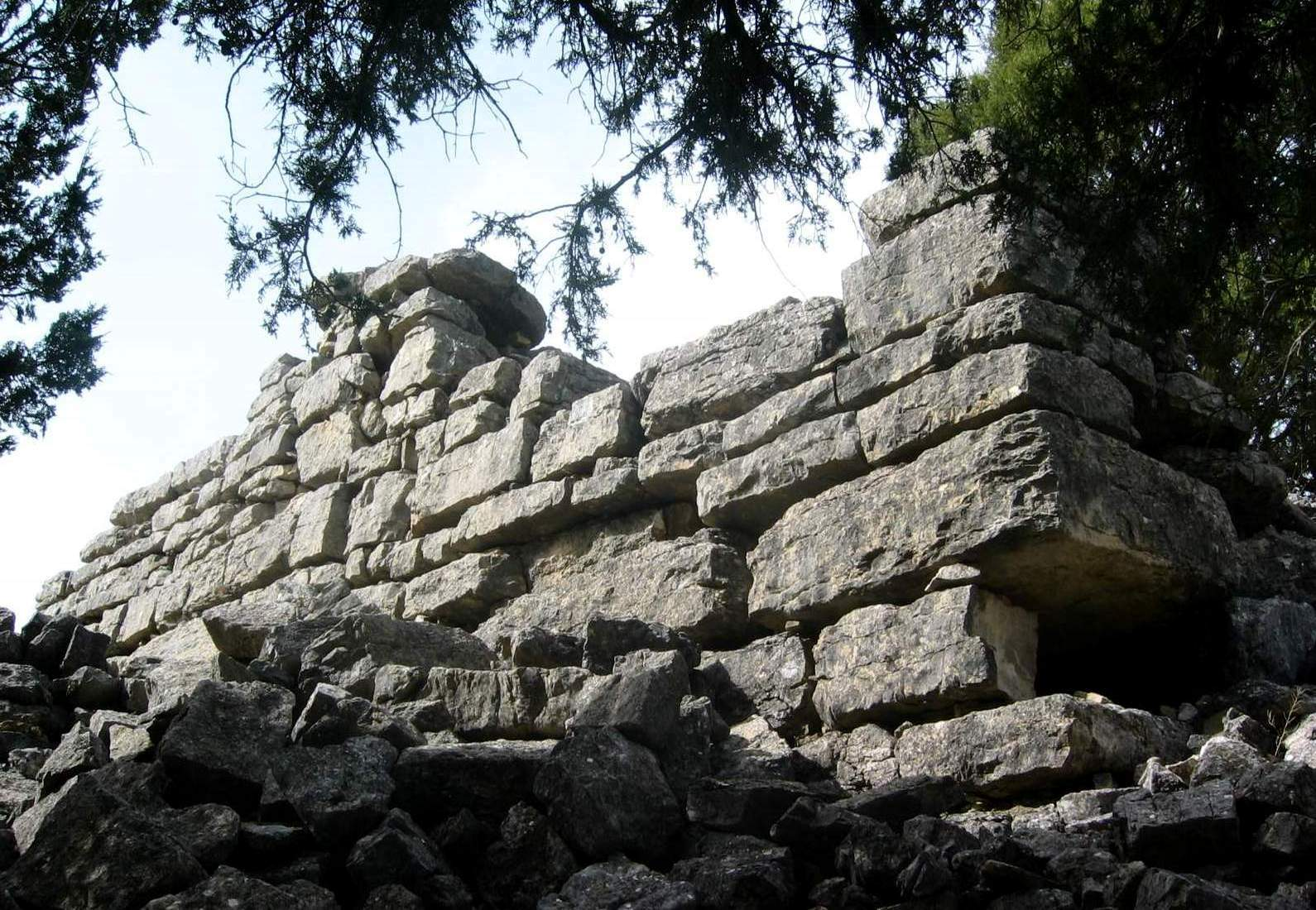
Detalle del muro nor-oriental del Castillo de Sesga (2006).

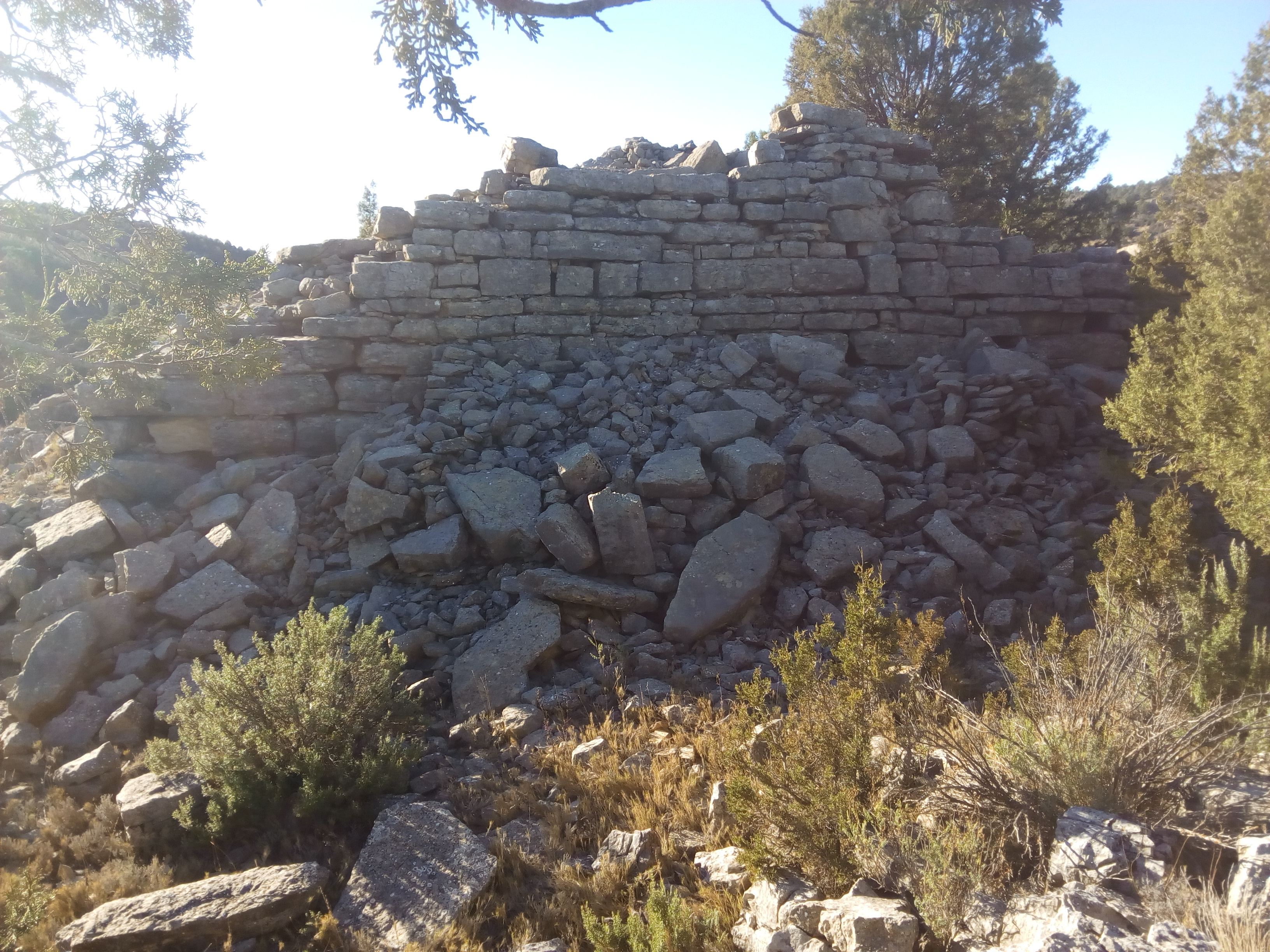
Pared este de la supuesta torre del castillo.

El Castillo de Sesga (más conocido entre los lugareños como Castillo de los moros) se halla en la aldea de Sesga, municipio de Ademuz, provincia de Valencia (Comunidad Valenciana, España). 

## Ubicación
Se halla al suroeste de la aldea, sobre un cerro alomado cubierto de pinos y monte bajo, abocado a unos cantiles rocosos, en la vertiente izquierda del barranco de Sesga: por donde discurre el camino que lleva de Sesga a Casas Bajas.

## Descripción
Se trata de una pequeña fortificación compuesta por los restos del basamento de lo que pudo ser una torre cuadrangular, situada en el extremo oriental de un espacio circundado por varios niveles de muralla y una pequeña plataforma creada artificialmente. Aunque inicialmente catalogada como castillo, basándose en los restos de material cerámico de superficie y arrastre existente en el interior del recinto (fragmentos de vasijas con dibujos geométricos en tonos rojizos y bordes vueltos), el lugar parece corresponder a un castro ibero o celtíbero. En caso de ser éste su origen, sus limitadas dimensiones hacen pensar en un puesto de avanzada, como en el caso del poblado del Puntal dels Llops, a cuya distribución general recuerda. Aunque se han realizado algunas prospecciones ilegales en la zona, el yacimiento arqueológico está por excavar.